# مت نیبل
متیو «مت» نِیبِل (به انگلیسی: Matthew Nable)یک نویسنده و بازیگر استرالیایی سینما و تلویزیون است که بیشتر برای ایفای نقش راس الغول در سریال پیکان شهرت دارد.

## زندگی شخصی
مت نیبل، در سواحل شمالی سیدنی بزرگ شد و به عنوان یک پسر جوان، دو سال را در پورتسی (ویکتوریا) گذراند. هنگامی که پدرش، دیوید به عنوان سرباز، در آنجا مستقر شد. پدرش همچنین به عنوان مربی تیم ملی لیگ راگبی استرالیا کار کرده بود و برادرش آدام نبیل یک بازیکن حرفه ای نیز بود.

## آثار
| سال       | عنوان فیلم     | نقش                  |
| --------- | -------------- | -------------------- |
| ۲۰۱۱      | آدمکش ویژه     | پناک                 |
| ۲۰۱۱      | ۳۳ کارت پستال  |                      |
| ۲۰۱۳      | تراشکاری       | مکس                  |
| ۲۰۱۳      | در اطراف بلوک  |                      |
| ۲۰۱۳      | ریدیک          | رئیس جونز            |
| ۲۰۱۵      | حلول           | دَن                   |
| ۲۰۱۴–۲۰۱۵ | پیکان          | راس الغول            |
| ۲۰۱۶      | افسانه‌های فردا | راس الغول (۱ اپیزود) |
| ۲۰۱۶      | ستیغ هک‌سا      | کلنل کوونی           |
| ۲۰۱۷      | جاسپر جونز     | سارج                 |
| ۲۰۱۷      | ٪۱             | رئیس‌جمهور ناوک       |